# L'Amour ouf
Pour les articles homonymes, voir L'Amour fou (homonymie).
Pour plus de détails, voir Fiche technique et Distribution.
L'Amour ouf est un drame franco-belge co-écrit et réalisé par Gilles Lellouche, sorti en 2024.
Dans les années 1980, dans le Nord de la France, deux adolescents, Clotaire et Jackie, tombent éperdument amoureux et vivent une passion dévorante, malgré des différences de condition sociales et d'aspirations personnelles. Jackie, récemment orpheline de sa mère et proche de son père, rêve d'émancipation, tandis que Clotaire, perdu dans les difficultés du monde ouvrier, plonge peu à peu dans la délinquance.
Après avoir passé dix années en prison pour un crime qu'il n'a pas commis, Clotaire est toujours hanté par Jackie et tente désespérément de la revoir. Mais Jackie est désormais mariée, installée dans une nouvelle vie rangée, et semble avoir définitivement tourné le dos à leur passé. Mais en réalité, aucun des deux n'a oublié cet amour qui les a consumés adolescents et qui pourrait bien ressurgir et bouleverser à nouveau leurs vies.
Présenté en compétition officielle au Festival de Cannes 2024, le film est une adaptation du roman Jackie Loves Johnser OK? de Neville Thompson, paru en français sous le titre L'Amour ouf,.

## Synopsis
Le film débute dans les années 1990 avec Clotaire, adulte, se préparant à se venger d'une bande rivale, accompagné de ses alliés. Au même moment, Jackie, elle aussi adulte, court vers une cabine téléphonique. Le téléphone de Clotaire sonne deux fois, mais il ne décroche pas. La scène s'intensifie lorsque Clotaire, après une montée de colère, arrive sur les lieux ; mais, en rentrant dans sa voiture, il est abattu d'une balle en pleine tête. L'action s'arrête et un flashback commence, dix ans en arrière, dans les années 1980.
Jackie, alors âgée de quinze ans, vient d'être expulsée de son ancien établissement privé et arrive dans un nouveau lycée. Elle porte avec elle le fardeau d'un deuil récent, ayant perdu sa mère, et entretient une relation proche avec son père qui veille sur elle. Clotaire, fils d'un ouvrier d'usine et enfant turbulent d'une famille nombreuse, a dix-sept ans et a déjà quitté l'école, errant dans les rues avec son frère Kiki et son ami Lionel, son quotidien étant rythmé par les errances et les petits larcins. Lorsque Clotaire aperçoit Jackie à la descente du bus scolaire, il est immédiatement intrigué par cette jeune fille rebelle qui est la seule à répondre à ses provocations. Il cherche à attirer son attention, commençant par des petits gestes, et finit par faire des choses de plus en plus téméraires pour l'impressionner. C'est Clotaire qui décide de la surnommer Jackie, son vrai prénom étant Jacqueline.
Pour séduire Jackie, Clotaire n'hésite pas à commettre de petits délits, dont un méticuleux vol d'une petite cargaison de flans, mais ces errances entraînent de lourdes conséquences pour son frère Kiki qui est envoyé dans un établissement de correction après avoir été retrouvé enfermé dans le camion frigorifique. Malgré ces obstacles, Clotaire continue ses tentatives de séduction, allant jusqu'à enregistrer une compilation de chansons sur une cassette et la lui offrir. Leur relation devient rapidement officielle et les deux adolescents s'embarquent dans une histoire d'amour passionnelle et tumultueuse. Cependant, ce bonheur intense est vite assombri par les réalités de leurs vies respectives. Jackie rêve d'émancipation et aspire à une vie meilleure, tandis que Clotaire se trouve de plus en plus entraîné dans un monde de délinquance.
Lors d'une nuit d'errance avec Lionel, Clotaire commet l'erreur de voler un paquet de stupéfiants caché dans le frigidaire d'un gymnase appartenant à un grand criminel local surnommé La Brosse. Cette action déclenche une série d'événements tragiques : repéré pour ses pulsions violentes, Clotaire se retrouve contraint de travailler pour La Brosse pour éviter de subir des représailles. Lionel, son ami fidèle, ne supporte pas cette descente aux enfers et décide de prendre ses distances, laissant Clotaire encore plus isolé. Dans le même temps, le père de Jackie, soucieux de l'avenir de sa fille, désapprouve de plus en plus leur relation et la presse de se concentrer sur ses études. Les tensions grandissent entre Jackie et Clotaire, et leur amour autrefois fusionnel commence à s'effriter.
Le tournant dramatique arrive lors d'un braquage sur les quais, où Clotaire avec Tony, le fils de La Brosse, et d'autres complices, tentent de dérober une cargaison de lingots d'un fourgon blindé, profitant d'une grève à l'usine où le père de Clotaire travaillait avant d'être licencié. La situation dégénère lorsque Tony, sans scrupule, abat un des convoyeurs qui tente de protéger la cargaison. Horrifié par cet acte, Clotaire s'élance pour porter secours au convoyeur gisant au sol, mais ses compagnons l'abandonnent lâchement. Après une longue course-poursuite avec les forces de l'ordre, il est arrêté et accusé du meurtre. La Brosse, soucieux de protéger son fils Tony, pousse Clotaire à garder le silence lors de son procès. Clotaire suit les ordres et accepte mais finit condamné à douze ans de prison pour un crime qu'il n'a pas commis, tandis que Jackie, dévastée par cette nouvelle, échoue à ses examens.
Plus de dix années s'écoulent. À sa sortie de prison, Clotaire retrouve sa famille, notamment sa mère et son frère, son père étant décédé, qui tentent de le réconforter, mais il reste obsédé par le souvenir de Jackie. Il apprend, par le père de celle-ci, qu'elle est désormais mariée à Jeffrey, gérant d'une agence de location de voitures pour laquelle elle travaille, et même le père de Jackie pense à refaire sa vie. De son côté, Jackie tente de mener une vie rangée, mais elle ne parvient pas à oublier Clotaire et s'ennuie. Lorsque Jeffrey commence à percevoir le trouble qui l'habite, une distance s'installe entre eux. Les choses basculent lorsqu'elle obtient le numéro de Clotaire auprès de sa mère et, dans un élan de nostalgie et de regret, elle décide de le contacter.
Pendant ce temps, Clotaire tente de tourner la page en demandant des excuses à La Brosse, qui profite désormais d'une retraite paisible. Désormais, Tony qui dirige les affaires, et les retrouvailles entre les deux hommes se terminent en tragédie : Clotaire échoue à réclamer son dû pour avoir gardé le silence pendant sa détention et finit battu sur le parking d'une boîte de nuit, et en représailles, il provoque un accident de voiture dans lequel il tue Tony. Clotaire renoue ensuite avec Lionel et, avec Kiki, ils envisagent de reconstruire leur vie dans le monde de la délinquance. Plus tard, Lionel et Clotaire regardent l'éclipse solaire de 1999 dans la même plage où Clotaire et Jackie se prenait rendez-vous dans le passé, au même moment Jackie y participe avec Jeffrey sans se rendre compte de la présence de Clotaire. Cependant la nuit, Lionel est tué par une bande rivale, plongeant Clotaire dans un désir profond de vengeance, celui qui le mène à la scène initiale du film.
De son côté, Jackie réalise qu'elle n'aime plus Jeffrey et se rend à la cabine téléphonique où elle avait parlé avec Clotaire avant son arrestation. On est à la scène initiale du film, sauf que Clotaire, voyant que son téléphone sonne deux fois sans répondre, code qu'il avait établi avec Jackie au début de leur relation, renonce immédiatement à sa vengeance pour la retrouver. Jeffrey a suivi Jackie et l'agresse sexuellement, mais elle se défend et l'assomme avec le combiné du téléphone. Clotaire arrive alors sur les lieux, retrouvant enfin son amour de jeunesse. Ensemble, ils se rendent aux urgences pour que Jackie soit soignée et ils discutent de leur passé et des choix qui les ont éloignés. Clotaire lui confie avoir appris le sens de nombreux mots en prison en confectionnant une feuille contenant 457 mots qu'il a écrits en pensant à elle. Ils retombent dans les bras l'un de l'autre et partent ensemble.
Clotaire et Jackie, désormais employés dans un hypermarché, vivent une vie simple mais apaisée. Lorsqu'un supérieur réprimande Clotaire pour un léger écart, il reste calme, ayant appris de ses erreurs et promis à Jackie de ne plus se battre, et elle intervient pour défendre son compagnon, forte de leur passé commun. Plus tard, les deux amoureux savourent un dîner dans un restaurant, célébrant cette seconde chance qui leur est offerte, enfin libres de vivre leur amour loin de la violence et des regrets. Clotaire dit pour la première fois à Jackie qu'il l'aime.

## Fiche technique
Sauf indication contraire, les informations mentionnées dans cette section peuvent être confirmées par les bases de données cinématographiques IMDb et Allociné,  présentes dans la section « Liens externes ».
- Titre original : L'Amour ouf
- Réalisation : Gilles Lellouche
- Scénario : Gilles Lellouche, Ahmed Hamidi et Audrey Diwan[3], d'après le roman L'Amour ouf (Jackie Loves Johnser Ok?) de Neville Thompson[4]
- Musique : Jon Brion
- Décors : Jean-Philippe Moreaux
- Costumes : Isabelle Pannetier et Sarah Lazaro
- Photographie : Laurent Tangy
- Montage : Simon Jacquet
- Production : Alain Attal et Hugo Sélignac
- Sociétés de production : Chi-Fou-Mi Productions, Trésor Films, Studiocanal, France 2 Cinéma, Cool Industrie, Artémis Productions, RTBF, Proximus, BeTV et Shelter Prod[5],[6]
- Société de distribution : Studiocanal (France)[7]
- Budget : 35,7 millions d'euros[8]
- Pays de production :  France,  Belgique[6],[5]
- Langue originale : français
- Format : couleur
- Genre : drame, romance[9],[10]
- Durée : 166 minutes (version cannoise)[11],[12]; 161 minutes[13]
- Dates de sortie[14] :
  - France : 23 mai 2024 (Festival de Cannes 2024) ; 16 octobre 2024 (sortie nationale)
- Classification :
  - France : tous publics avec avertissement : « Certaines scènes violentes peuvent heurter un jeune public »[13].

## Distribution
Sauf indication contraire, les informations mentionnées dans cette section peuvent être confirmées par les bases de données cinématographiques IMDb et Allociné,  présentes dans la section « Liens externes ».

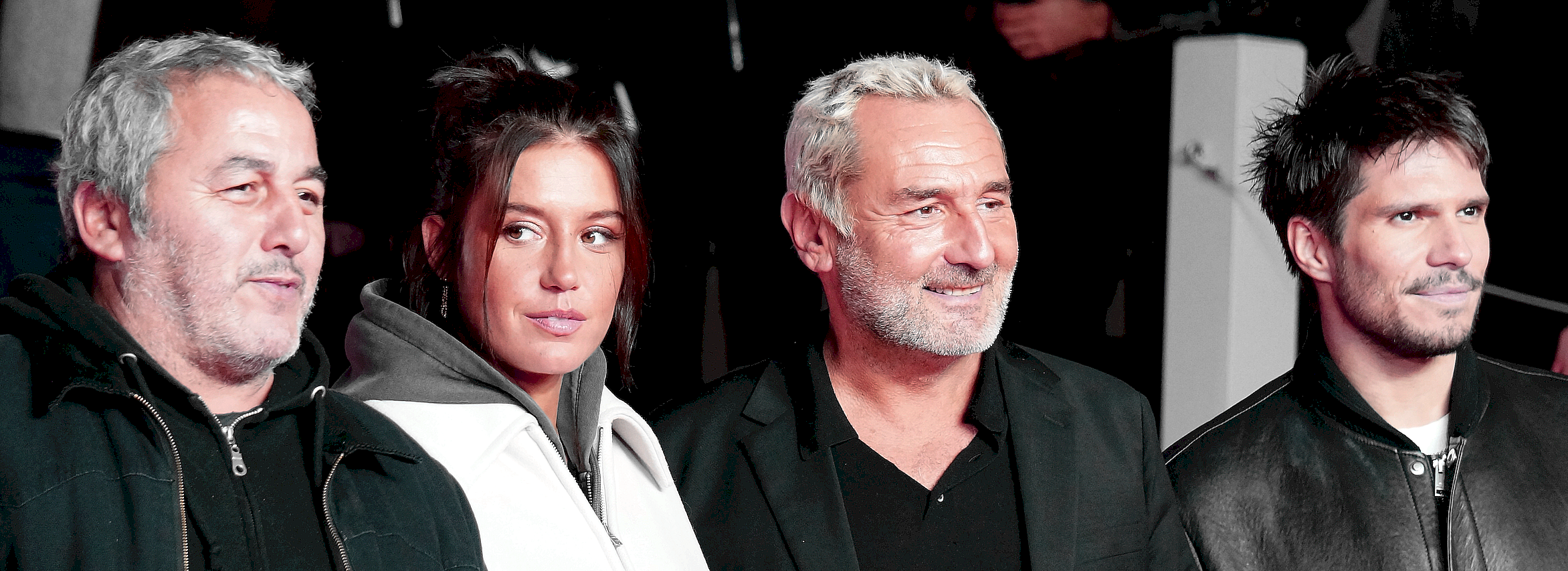
Adèle Exarchopoulos, Gilles Lellouche et François Civil au Festival du film de Gand 2024.

- Adèle Exarchopoulos : Jacqueline, dite « Jackie », à 25 ans
- François Civil : Clotaire, à 28 ans
- Mallory Wanecque : Jacqueline, dite  « Jackie », à 15 ans
- Malik Frikah : Clotaire, à 17 ans
- Alain Chabat : le père de Jackie
- Benoît Poelvoorde : La Brosse
- Vincent Lacoste : Jeffrey Valrinck
- Jean-Pascal Zadi : Lionel, à 28 ans
- Élodie Bouchez : la mère de Clotaire
- Karim Leklou : le père de Clotaire
- Raphaël Quenard : Kiki, à 20 ans
- Anthony Bajon : Tony, le fils de La Brosse
- Nicolas Wanczycki : Henri Gachet
- Andranic Manet : le dealer wallon
- Liv Del Estal : Tara
- Guillaume Mélanie : l'employé de la cantine
- Syrus Shahidi : le prof de sport
- Affif Ben Badra : le serveur du bar racketté
- Johann Dionnet : le responsable du supermarché

## Production

### Genèse et développement
En 2013, il est annoncé que Gilles Lellouche va réaliser une adaptation du roman L'Amour ouf (Jackie Loves Johnser Ok?) de l'écrivain irlandais Neville Thompson, publié pour la première en fois en 1997. Il s'agit d'un projet de longue date de l'acteur-réalisateur, qui avait reçu un exemplaire du livre offert par Benoît Poelvoorde lui disant qu'il fallait absolument en tirer un film. Gilles Lellouche tentait depuis des années de monter ce film qu'il décrit alors comme « une comédie romantique ultra violente ». Le film mettra encore des années à se faire. Il refait parler de lui en marge du Festival de Cannes 2021 avec une affiche dévoilée lors du Marché du film, annonçant une sortie pour 2023.
Lors du Marché du film du Festival de Cannes 2023, le film fait la une du Film français. En mai 2023, il est précisé que le film dispose d'un budget de 32 millions d'euros. Il s'agit alors du plus gros budget d'un film français de Studiocanal, qui bénéficie également du soutien de Canal+, Netflix et France Télévisions. Le film est produit par les sociétés françaises Chi-Fou-Mi Productions, Trésor Films, Studiocanal, France 2 Cinéma et Cool Industrie, et coproduit par les sociétés belges Artémis Productions, RTBF, Proximus, BeTV et Shelter Prod,. Le film dépasse finalement son budget initial. Le budget total de L'Amour ouf selon le CNC est 35,7 millions d'euros, ce qui en fait le deuxième film français le plus cher de 2024, après Le Comte de Monte-Cristo (42,9 millions d'euros).
Gilles Lellouche coécrit le scénario avec Audrey Diwan. Il déclare notamment : « j'ai tout de suite vu en elle un alter ego. Sa pensée, qui n'est pas forcément la mienne, évidemment, sa capacité à argumenter, à analyser l'époque dans laquelle elle vit sont phénoménales. C'est une femme très forte, intelligente, une féministe éclairée qui porte des combats dans ce qu'ils ont de plus juste. »
Le film se déroule dans les années 1980 et 1990. Il présente des chansons d'artistes tels que The Cure, New Order, Madonna, Nas et Jay-Z. Le collectif de danse (La)Horde crée trois danses pour les protagonistes.
Gilles Lellouche déclare que le film cite Martin Scorsese, Quentin Tarantino et West Side Story (1957).

### Attribution des rôles
En février 2023, François Civil et Adèle Exarchopoulos sont annoncés dans les rôles principaux,,. Élodie Bouchez est annoncée au casting en mars. La distribution complète est annoncée en mai : Mallory Wanecque, Malik Frikah, Alain Chabat, Benoît Poelvoorde, Vincent Lacoste, Jean-Pascal Zadi, Karim Leklou, Raphaël Quenard et Anthony Bajon.
Gilles Lellouche explique, durant la promotion, avoir pensé aux deux acteurs principaux en tournant avec eux une scène dans le film Bac Nord, puis avoir choisi Vincent Lacoste et Jean-Pascal Zadi après les avoir rencontrés grâce au film Fumer fait tousser.

### Tournage
Le tournage débute le 9 mai 2023 et s'achève le 15 septembre 2023, soit une durée de 88 jours sur une période de 18 semaines. Il a lieu principalement dans les Hauts-de-France, notamment à Villeneuve-d'Ascq, Lille, Dunkerque, Douai, Valenciennes, Cambrai, Avesnes-sur-Helpe, Calais, Saint-Omer, Béthune, Lens, Arras, Boulogne-sur-Mer, Montreuil-sur-Mer et Roubaix,,. Quelques scènes sont également tournées dans l'institut Saint-Henri, une école secondaire de Comines en Belgique. Dans la nuit du 19 au 20 juin, des scènes sont tournées dans le tunnel de la N58 (dite Route Express) à Mouscron.

### Post-production
Jusqu'en novembre 2023, le plan de Gilles Lellouche est que le film dure plus de trois heures,. Jusqu'en janvier 2024, la première version du film dure 4 heures.Le 20 janvier, Lellouche déclare au magazine américain Variety que le film dépassera les trois heures. En mai, le site officiel du Festival de Cannes indique que la durée du film est de deux heures et quarante-six minutes, ce qui est confirmé plus tard par des critiques telles que celle publiée par le magazine britannique Screen International après la projection du film à Cannes.
Le 13 octobre, Lellouche déclare au journal Le Parisien qu'il a continué à monter le film après sa projection au festival de Cannes, et qu'il a coupé une scène de danse et deux séquences de violence qui rendaient le personnage de François Civil « bête, pas sympathique ». Le 14 octobre, Lellouche déclare dans une interview à l'émission C à vous qu'il était en train de monter et de retravailler la fin du film jusqu'au week-end précédent, quelques jours avant la sortie du film en salles, le 16 octobre. La version du film sortie dans les salles françaises en octobre dure deux heures et quarante-et-une minutes.

### Musique
Les onze musiques originales sont composées par Jon Brion.
| 1.      | L'Amour Ouf - Opening      | Jon Brion |  | 1:25 |
| 2.      | Make Up, School and Flamby | Jon Brion |  | 1:45 |
| 3.      | First Time, First Eclipse  | Jon Brion |  | 3:21 |
| 4.      | Guilty                     | Jon Brion |  | 1:43 |
| 5.      | Jackie and Jeffrey         | Jon Brion |  | 1:15 |
| 6.      | Clotaire Is Back           | Jon Brion |  | 4:11 |
| 7.      | Second Eclipse             | Jon Brion |  | 1:56 |
| 8.      | Meet the Mother            | Jon Brion |  | 1:31 |
| 9.      | Lionel's Death             | Jon Brion |  | 1:34 |
| 10.     | Clotaire and Jackie        | Jon Brion |  | 2:49 |
| 11.     | L'Amour Ouf Musical        | Jon Brion |  | 2:53 |
| 0:24:23 |                            |           |  |      |

Le film comporte également les chansons suivantes :
| No  | Titre                                 | Auteur                                                                  | Interprètes                       | Durée |
| --- | ------------------------------------- | ----------------------------------------------------------------------- | --------------------------------- | ----- |
| 1.  | Au pays des merveilles de Juliet      | Jean-Claude Darnal                                                      | Yves Simon                        |       |
| 2.  | Je ne veux pas rentrer chez moi seule |                                                                         | Agathe Labernia                   |       |
| 3.  | Eyes Without a Face                   | Billy Idol, Steve Stevens                                               | Billy Idol                        |       |
| 4.  | Emmanuel                              |                                                                         | Michel Colombier                  |       |
| 5.  | J'aime regarder les filles            |                                                                         | Patrick Coutin                    |       |
| 6.  | Rock'n Roll                           | Daft Punk                                                               | Daft Punk                         |       |
| 7.  | A Forest                              | Robert Smith                                                            | The Cure                          |       |
| 8.  | Nothing Compares 2 U                  | Prince                                                                  | Prince                            |       |
| 9.  | D'aventures en aventures              | Serge Lama, Yves Gilbert                                                | Serge Lama                        |       |
| 10. | Child in Time                         | Deep Purple                                                             | Deep Purple                       |       |
| 11. | Madame                                | Claude Barzotti, Harry Frékin                                           | Claude Barzotti                   |       |
| 12. | Made You Look                         | Nas                                                                     | Nas                               |       |
| 13. | Mes mains                             | Pierre Delanoë                                                          | Gilbert Bécaud                    |       |
| 14. | Big Momma Thang                       | Lil' Kim, Jay-Z, Lil' Cease, Stretch Armstrong, Harvey Fuqua, Sylvester | Lil' Kim feat. Jay-Z & Lil' Cease |       |

Gilles Lellouche déclare qu'il a dû renoncer aux chansons Never Tear Us Apart d'INXS et Year of the Cat d'Al Stewart, pour une raison de budget, les droits de ces chansons ayant été jugées trop onéreux par le réalisateur et les producteurs,.

## Accueil

### Sortie
Le film a été présenté en avant-première mondiale en compétition officielle au Festival de Cannes 2024. Studiocanal publie un premier teaser musical le 20 août 2024 ainsi qu'une bande-annonce le 10 septembre 2024. Le film sort en salles en France le 16 octobre 2024.

### Accueil critique
Le site américain Rotten Tomatoes propose un score de 33 % d'avis positifs avec une note moyenne de 5.1⁄10 à partir de l'interprétation de 18 titres de presse. Sur Metacritic, il obtient une note moyenne de 50⁄100 pour 7 critiques, indiquant des avis « mitigés ou moyens ». En France, le site Allociné propose une moyenne de 3,2⁄5 à partir de l'interprétation de 43 critiques de presse.
Selon la grille du jury cannois du magazine britannique Screen International, L'Amour ouf obtient la pire note moyenne de la critique parmi tous les films en compétition officielle au festival de Cannes 2024, avec un score de 1,3⁄4 étoiles : « La romance épique de Lellouche, connue sous le nom de L’Amour Ouf sur les marchés français, a obtenu un zéro (mauvais) de Mathieu Macaret au Monde, suivi de sept une étoile (médiocre) et quatre deux étoiles. » Mais aussi la pire note selon le site français Chaos Reign, qui a recensé les critiques de plusieurs périodiques français et internationaux, avec un score de 0,9⁄4 étoiles, et la pire note selon le site américain Ioncinema, qui a recensé les critiques de 20 périodiques français et internationaux et a donné au film un score de 1,6⁄5 étoiles. Metacritic a inclus le film dans sa liste des pires films du Festival de Cannes 2024.
Pour GQ France, « Gilles Lellouche déçoit avec sa symphonie de gros muscles et de cœurs brisés ».
Le site américain IndieWire a écrit qu'il est décevant que le seul personnage de couleur du film, Lionel (Jean-Pascal Zadi), le fidèle ami de Clotaire, « soit limité à être la cible d'insultes raciales, l'acolyte ou le soulagement comique ». Et ajoute : « Ceux qui ont vu le précédent long métrage de Lellouche, Le Grand Bain, se souviendront peut-être d’une superficialité similaire dans l’écriture du personnage principal de couleur de ce film. »
Screen International salue les performances de Malik Frikah et Mallory Wanecque dans les rôles des adolescents Clotaire et Jackie, mais aussi a critiqué le manque d'alchimie entre François Civil et Adèle Exarchopoulos qui jouent les versions adultes des deux protagonistes : « Peu importe la dureté d'Exarchopoulos et Civil, censée suggérer à quel point ces adolescents ont été abattus par la vie, leur relation n'est pas aussi étincelante qu'avant. C’est en partie le problème, alors que les adultes Jackie et Clotaire tentent prudemment de se reconnecter, mais la fin sciemment exagérée de L'Amour ouf nécessite une alchimie intense que les deux protagonistes adultes ne peuvent pas pleinement rassembler. »
Le site américainbThe Playlist attribue au film une note C- et déclare : « Lellouche ne fait pas grand-chose pendant la première heure pour dépeindre la romance adolescente entre les deux comme un bouleversement de vie. Malgré les talents évidents de Frikah et Wanecque, le couple ne vend pas une histoire d'amour qui durera des siècles. Il est donc un peu difficile de s'investir dans ce qui va se passer ensuite. » [...] « Au fur et à mesure que le film avance, les choix narratifs deviennent encore moins crédibles et Lellouche commence à tout jeter, ainsi que l'évier de la cuisine, sur l'écran. Il y a des numéros de danse récurrents (en quelque sorte), un montage digne d’une grimace donnant un cliché du clip hip-hop américain des années 90 et un prélude qui s’avère totalement inutile. » [...] « Comme leurs homologues plus jeunes, peut-être que si Civil et Exarchopoulos avaient une véritable alchimie à l'écran, tout serait pardonné. Peut-être que L'Amour ouf vaudrait sa balade sauvage et cahoteuse. Mais, oh, non. Il nous reste encore 20 minutes. Attachez-vous. »
Le magazine américain The Hollywood Reporter indique : « Si vous preniez Magnolia, Les Affranchis, Boyz n the Hood et peut-être Un homme et une femme de Claude Lelouch, les branchez tous sur la dernière version de ChatGPT et lui demandez de cracher un tout nouveau film, vous pourriez vous retrouver avec quelque chose comme celui de la romance policière française évanouie de Gilles Lellouche (aucun rapport avec Claude), L'Amour ouf. » Trouvant le film « parfois exagéré et carrément vulgaire », il précise : « Clotaire et Jackie apparaissent comme des caricatures de la classe ouvrière française, incapables de se contrôler ni de contrôler leurs émotions, car c’est apparemment à cela que ressemblent les enfants de la classe ouvrière. Lellouche divise le monde en stéréotypes qu'il amplifie dans presque toutes les scènes, comme si le drame serait crédible si tout le monde criait à pleins poumons. »
Le site américain First Showing declare : « Mettre deux belles personnes dans votre film ne signifie pas automatiquement qu'ils ont une alchimie et cela ne rend pas non plus leur histoire d'amour fascinante. Je pensais qu'ils n'étaient même plus autorisés à faire des films avec une intrigue aussi peu originale — c'est la relation la plus banale qui soit. Une fille intelligente avec un mauvais garçon. Et c'est tout ? Malheureusement oui. Ces trois heures consacrées à l'essentiel d'une histoire d'amour ? Au moment où nous arrivons à la partie de l'histoire où Adèle Exarchopoulos apparaît, même elle semble ne plus vouloir être dans ce film, offrant une performance totalement terne où elle est censée avoir des sentiments latents pour ce type qu'elle n'a pas vu depuis 12 ans. C'est après qu'elle a épousé un connard habile (Vincent Lacoste) qui la licencie de son travail puis la drague. Ce genre de narration misogyne n’est-il pas illégal ? Je suppose que pas encore en France. Ce film est une perte épique de trois heures qui n'offre pas une seule once de quoi que ce soit d'alléchant, d'excitant ou de romantique dans ses nombreuses vues grand écran. Il s’agit du pire du cinéma dérivé et, espérons-le, il sera ignoré par le public. Il suffit de revoir La La Land ou Les Parapluies de Cherbourg au lieu de ça. »
Le Parisien signale : « Ce qui surprend d’abord dans ce long métrage, c’est sa forme. On nous avait annoncé une comédie musicale : seuls deux tableaux de danse se glissent dans ces 2h46 rythmées par des tubes des années 80 (The Cure, Prince…), où les acteurs ne chantent jamais. Ensuite, c’est son propos. L’Amour ouf est-il une comédie romantique ou un film de gangsters ? Entre les deux, entre Before Sunrise et BAC Nord, le cœur de Gilles Lellouche a balancé. Et le cinéaste n’a pas tranché. » Et d'ajouter : « On est gênés par la complaisance du scénario vis-à-vis des coups de sang de son héros. »
Le magazine français Marie Claire précise : « L'Amour ouf n'est pas une comédie musicale, comme il était annoncé ici et là, mais le travail pointu du son, plus encore du silence, offre un spectacle total. Il n'est pas non plus un conte romantique, modèle, « idéalisable ». Clotaire accumule les accès de colère plus que les green flags. »
Le magazine français Télérama déclare que Lellouche veut faire à la fois du Paul Thomas Anderson, du Martin Scorsese, du John Woo et du Jacques Demy : « C’est beaucoup pour un seul film, même s’il dure près de trois heures, surtout quand on n’a pas encore le talent ni des uns ni des autres, et que sa vision très fleur bleue de l’amour est celle d’un éternel ado. De ce fourre-tout interminable et, in fine, épuisant, on sauvera toutefois la première heure, portée par les jeunes et formidables Mallory Wanecque (découverte fin 2022 dans Les Pires) et Malik Frikah. La prestation touchante d’Alain Chabat en père protecteur et complice. Et une belle séquence dialoguée, tendre puis tendue, entre Jackie, Clotaire et un directeur de supermarché méprisant, où, pour une fois, Gilles Lellouche se retient de faire le malin avec sa caméra – ça repose… »
Pour le quotidien français La Croix, « rien ne va dans ce film qui pousse tous les curseurs à fond ». Et de préciser : « Couleurs saturées, musique omniprésente, dialogues inexistants et mise en scène maniérée dont l’énergie survoltée masque mal l’absence de propos, quand elle ne renvoie pas à une morale simpliste », c'est « un Roméo + Juliette (1996) à la française qui cherche sans doute à lorgner du côté de Baz Luhrmann et de ses excès mais ne produit qu’une pâle imitation et sombre même dans le ridicule ».
Pour le quotidien français Sud Ouest, le film est « une déception de ouf ». « La déception n’en est que plus forte. Ce n’est plus le grand bain mais le grand vain, un long clip de deux heures quarante-six noyé dans un déluge de musique et de violence. »
Pour Chaos Reign, « rien ne justifie dans ce film ni l’argent dispatché à l’écran, ni cette durée de 2h46, ni le souffle épique que cette histoire d’amour empêché par le destin ne voudrait incarner ».
Pour le quotidien britannique The Guardian, le film « vise une énergie ouvrière à la Springsteen mais cède sous le poids de sa propre naïveté ».
Le site français Écran Large estime que le film « repousse les limites », proposant « une oeuvre  démesurée, disproportionnée et très maladroite, dont la rare sensibilité est plombée par ses artifices boursouflés et une violence quasiment glorifiée ».
Pour Cineuropa, le film est « un feu d’artifices aux antipodes de la finesse à 35 M€ de budget qui trouvera certainement son public avec un bombardement marketing adéquat mais qu’il aurait été beaucoup plus raisonnable de ne pas lancer en compétition au 77e Festival de Cannes où même si les maîtres cinéastes s’épuisent parfois, l’exigence d’excellence artistique est de rigueur ».
Le quotidien suisse Le Temps a déclaré que L’Amour ouf n’est pas une comédie musicale et qu'il y avait de meilleurs films projetés hors compétition au Festival de Cannes 2024 qui méritaient de prendre sa place en compétition officielle.
Pour le journal français Libération, « on imagine sincèrement Lellouche vouloir dénoncer la part de haine de ce monde injuste où tout ce qui a des burnes s’écharpe, batte en main, mais pris dans le même élan de sa mise en scène volontariste tout en surenchère, il se retrouve à l’exaucer en spectacle nauséeux, d’une importance d’autant plus poisseuse et lénifiante qu’elle fait de ce monde de brutes une version clip qu’on est censé admirer. ». Pour le quotidien français Les Échos, le film est « une saga amoureuse sur fond de guerre des gangs dans le nord de la France, le nouveau film de Gilles Lellouche étouffe sous le poids de ses ambitions. ». Pour Les Inrockuptibles « Jusque dans sa forme, L’Amour ouf bande les muscles, performe la moindre scène dans une surenchère spectaculaire et surfilme tout ce qu’il regarde comme si chaque plan était un soulevé de poids. » Pour L'Humanité : « Gilles Lellouche a vu grand, dans une œuvre qui oscille entre du Scorsese, pour les gangsters et la galerie de personnages, et Top Gun pour les couchers de soleil un peu kitsch. ». Pour Première : « Il y a dans ce geste un panache kamikaze qui emporte souvent tout sur son passage. Mais pour que ce voyage tonitruant fonctionne sans que les moments plus intimes ne paraissent hors sujet, il fallait des acteurs au diapason. ».

### Box-office

#### France
| #           | Dates                             | Nombre d'entrées  | Place au box-office | Nombre d'entrées cumulées | Réf.   |
| ----------- | --------------------------------- | ----------------- | ------------------- | ------------------------- | ------ |
| 1re semaine | du 16 au 22 octobre 2024          | 1 001 108 entrées | 1re                 | 1 001 108 entrées         | [ 63 ] |
| 2e semaine  | du 23 au 29 octobre 2024          | 1 170 681 entrées | 1re                 | 2 171 789 entrées         | [ 64 ] |
| 3e semaine  | du 30 octobre au 5 novembre 2024  | 864 877 entrées   | 1re                 | 3 036 666 entrées         | [ 65 ] |
| 4e semaine  | du 6 au 12 novembre 2024          | 703 293 entrées   | 1re                 | 3 739 959 entrées         | [ 66 ] |
| 5e semaine  | du 13 au 19 novembre 2024         | 395 898 entrées   | 2e                  | 4 135 857 entrées         | [ 67 ] |
| 6e semaine  | du 20 au 26 novembre 2024         | 260 799 entrées   | 2e                  | 4 396 656 entrées         | [ 68 ] |
| 7e semaine  | du 27 novembre au 3 décembre 2024 | 160 628 entrées   | 4e                  | 4 557 284 entrées         | [ 69 ] |
| 8e semaine  | du 4 au 10 décembre 2024          | 101 828 entrées   | 7e                  | 4 659 112 entrées         | [ 70 ] |
| 9e semaine  | du 11 au 17 décembre 2024         | 57 516 entrées    | 12e                 | 4 716 628 entrées         | [ 71 ] |
| 10e semaine | du 18 au 24 décembre 2024         | 44 953 entrées    | 15e                 | 4 761 581 entrées         | [ 72 ] |
| 11e semaine | du 25 au 31 décembre 2024         | 70 604 entrées    | 16e                 | 4 832 185 entrées         | [ 73 ] |
| 12e semaine | du 1er au 7 janvier 2025          | 45 741 entrées    | 18e                 | 4 877 926 entrées         | [ 74 ] |
| 13e semaine | du 8 au 14 janvier 2025           | 22 960 entrées    | NC                  | 4 900 886 entrées         | [ 75 ] |
| 14e semaine | du 15 au 21 janvier 2025          | 15 072 entrées    | NC                  | 4 915 958 entrées         | [ 76 ] |
| 15e semaine | du 22 au 28 janvier 2025          | 7 507 entrées     | NC                  | 4 923 465 entrées         | [ 77 ] |
| 16e semaine | du 29 janvier au 4 février 2025   | 4 907 entrées     | NC                  | 4 928 372 entrées         | [ 78 ] |
| 17e semaine | du 5 au 11 février 2025           | 2 712 entrées     | NC                  | 4 931 084 entrées         | [ 79 ] |
| 18e semaine | du 12 au 18 février 2025          | 1 582 entrées     | NC                  | 4 932 666 entrées         | [ 80 ] |
| 19e semaine | du 19 au 25 février 2025          | 1 178 entrées     | NC                  | 4 933 844 entrées         | [ 81 ] |
| 20e semaine | du 26 février au 4 mars 2025      | 1 468 entrées     | NC                  | 4 935 312 entrées         | [ 82 ] |
| 21e semaine | du 5 au 11 mars 2025              | 2 961 entrées     | NC                  | 4 938 273 entrées         | [ 83 ] |
| 22e semaine | du 12 au 18 mars 2025             | 916 entrées       | NC                  | 4 939 189 entrées         | [ 84 ] |

## Distinctions

### Récompense
- César 2025 : meilleur acteur dans un second rôle pour Alain Chabat

### Nominations
- César 2025 : 
  - Meilleure réalisation pour Gilles Lellouche
  - Meilleur acteur pour François Civil
  - Meilleure actrice pour Adèle Exarchopoulos
  - Meilleure actrice dans un second rôle pour Élodie Bouchez
  - Meilleure révélation masculine pour Malik Frikah
  - Meilleure révélation féminine pour Mallory Wanecque
  - Meilleurs costumes pour Isabelle Pannetier
  - Meilleurs décors pour Jean-Philippe Moreaux
  - Meilleure photographie pour Laurent Tangy
  - Meilleur montage pour Simon Jacquet
  - Meilleur son pour Cédric Deloche, Gwennolé Le Borgne, Jon Goc et Marc Doisne
  - Meilleure musique originale pour Jon Brion

### Sélection
- Festival de Cannes 2024 : sélection officielle, en compétition[38]